# L'Homme aux deux cerveaux
Pour plus de détails, voir Fiche technique et Distribution.
L'Homme aux deux cerveaux (The Man with Two Brains) est un film américain réalisé par Carl Reiner, sorti en 1983. Vingt-huit ans après sa sortie, le film est classé 32e meilleure comédie, selon Time Out London.

## Synopsis
Dolores Benedict, une femme désirable et cupide, tente de s'emparer de la fortune de Michael Hfuhruhurr, médecin arrogant qui pratique la transplantation de cerveaux. Lors d'une visite chez un collègue, Michael tombe sous le charme d'un cerveau féminin nageant dans un bocal et tente par tous les moyens de trouver un corps pour y implanter le cerveau désolidarisé. Soudain il découvre l'existence du « tueur des ascenseurs » qui tue ses victimes avec du dégraissant.

## Fiche technique
- Titre français : L'Homme aux deux cerveaux
- Titre original : The Man with Two Brains
- Réalisation : Carl Reiner
- Scénario : George Gipe (en), Carl Reiner et Steve Martin
- Production : William E. McEuen et David V. Picker
- Musique : Joel Goldsmith
- Montage : Bud Molin (en)
- Photographie : Michael Chapman
- Distribution des rôles : Marion Dougherty (en) et Dianne Young
- Création des décors : Mark W. Mansbridge et Polly Platt (en)
- Direction artistique : Mark W. Mansbridge
- Décorateur de plateau : Bruce A. Gibeson
- Sociétés de production : Aspen Film Society et Warner Bros. Pictures
- Société de distribution : Warner Bros. Pictures
- Budget : inconnu
- Box-office  États-Unis : 10 353 438 dollars[2]
- Box-office  France : inconnu
- Pays d'origine :  États-Unis
- Langue : anglais
- Format : 1.85:1 - 35 mm - Couleurs - Mono
- Genre : Comédie, science-fiction
- Durée : 93 minutes
- Date de sortie en salles :  3 juin 1983 •  7 septembre 1983

## Distribution
- Steve Martin (VF : Jacques Frantz) : Dr Michael Hfuhruhurr
- Kathleen Turner (VF : Frédérique Tirmont) : Dolores Benedict
- David Warner (VF : Jean-Pierre Leroux) : Dr Alfred Necessiter
- Paul Benedict (VF : Marcel Guido) : Le majordome
- Peter Hobbs (VF : Claude Joseph) : Dr Brandon
- Richard Brestoff (nl) : Dr Pasteur
- Earl Boen : Dr Felix Conrad
- David Byrd (VF : Claude Nicot) : Le réceptionniste
- Francis X. McCarthy : Olsen
- James Cromwell (VF : Jean-Claude Montalban) : L'agent immobilier
- Merv Griffin (VF : Roland Ménard) : Lui-même
- Jeffrey Combs (VF : Emmanuel Jacomy) : Dr Jones
- George Furth : Timon
- Randi Brooks (VF : Martine Meiraghe) : Fran, la prostituée blonde
- Natividad Vacío : Ramon
- Sissy Spacek : Anne Uumellmahaye (voix)